# Україна 3000
Міжнародний благодійний фонд «Україна 3000» — це незалежна, неурядова, неприбуткова, неполітична благодійна організація, заснована у 2001 році.
З 2005 року Наглядову раду Фонду очолює Катерина Ющенко — дружина Президента України (2005—2010 рр.) Віктора Ющенка. Голова Правління Фонду — Марина Антонова, заступник — Олександр Максимчук.
Діяльність Фонду охоплює всі сфери соціального життя України. Основні зусилля спрямовані на реалізацію програм і проєктів у сферах історії та культури, охорони здоров'я матері та дитини, допомоги дітям-інвалідам та важкохворим дітям, освіти і виховання, відродження і популяризації традицій меценатства, благодійності та соціальної відповідальності бізнесу в Україні. Фонд віддає перевагу системному підходу в розв'язанні нагальних суспільних проблем.

## Програми

### Культурологічні програми
«Розвиток музейної справи»
Спільно з ГО «Український центр розвитку музейної справи» (www.prostir.museum)
Мета: Сприяння розвитку музейної сфери України, реалізація проєктів спрямованих на подолання системної кризи музейної галузі країни
- Програма підтримки музейних працівників
- Акція «Музейна подія року»
- Портал "Музейний простір України
- Музейна бібліотека
- Тренінг-програма для музейних фахівців, організація міжнародних семінарів та конференцій
- Журнал «Музейний простір»

«Уроки історії» (www.history-lessons.eu)
Мета: Дослідження та збереження в історичній пам'яті правди про найбільші трагедії українського народу — Голодомори, злочини радянського режиму, примусову працю українців в Німеччині.
- Портал «Уроки історії»
- Проєкт «Голод в Україні у 20-30-ті роки»

Культурно-мистецькі проєкти
Мета: Надання підтримки проєктам культурологічного спрямування
- Нагорода «Україна унікальна» в рамках Форуму видавців у Львові
- Проєкт «З книгою до дітей»
- Проєкт підтримки Міжнародного конкурсу молодих піаністів пам'яті В. Горовиця

Підтримка українського кіно
Спільно з підприємством Фонду «Українська кінофундація» (www.ucf.org.ua)
Мета: Популяризація українського кіно в Україні та світі, ознайомлення закордонних професіоналів та публіки з класичними та найновішими українськими фільмами, відзначення найвидатніших діячів вітчизняного кіно
- Відзнака «За розвиток національного кінематографа»
- Публікація щорічних каталогів українського кіно
- Презентація українських фільмів на найбільших міжнародних кінофестивалях та кіноринках
- Проведення Днів українського кіно в найбільших містах Європи, організація фестивалів українського кіно за кордоном.
- Підтримка МКФ «Молодість»

### Медичні програми
«Від лікарні до лікарні» (www.medcenter.org.ua)
Мета: Турбота про здорову націю України. Сприяння підвищенню ефективності та якості медичного обслуговування, покращенню здоров'я населення України. Зменшення малюкової смертності
- Забезпечення лікарень-партнерів медикаментами та обладнанням
- Налагодження зв'язків між українськими дитячими лікарнями та провідними світовими клініками
- Сприяння підвищенню фахового рівня спеціалістів
- Розвиток телемедицини

«Радість дитинства — вільні рухи» (www.dcp.org.ua)
Мета: Поліпшення медичного та соціально-педагогічного обслуговування дітей з наслідками органічного ураження нервової системи (ДЦП), зміна ставлення суспільства до таких дітей
- Відправка дітей на лікування до Міжнародної клініки відновного лікування (м. Трускавець)
- Наповнення бази даних дітей із діагнозом ДЦП з усієї України
- Конкурс грантів для реабілітаційних установ
- Конкурс дитячої творчості
- Сайт «Радість дитинства — вільні рухи»

«Дитяча лікарня майбутнього»
Реалізується спільно з Благодійним фондом «Дитяча лікарня майбутнього» (скорочена назва ДЛМ) (www.likarnya.org.ua)
Мета: об'єднання зусиль широких верств суспільства задля підвищення якості надання медичних послуг дітям України
- Допомога державі у створенні в Україні лікувального закладу світового рівня для важкохворих дітей — Всеукраїнського центру охорони здоров'я матері і дитини.
- Налагодження та супроводження загальнонаціональної мережі дитячих медичних закладів

### Освітні та наукові програми
Всеукраїнський молодіжний конкурс «Новітній інтелект України» (http://novi.org.ua/ [Архівовано 28 березня 2013 у Wayback Machine.])
Мета: Надання можливості освіченим, талановитим, ініціативним молодим людям реалізувати себе в Україні, розкрити свій інтелектуальний потенціал
- Всеукраїнський молодіжний конкурс «Новітній інтелект України»
- Міжнародний конкурс наукових досліджень «Спудейські есеї» NEW
- Щорічний національний молодіжний форум «Новітній інтелект України»

Благодійний проєкт «Добро починається з тебе» (https://web.archive.org/web/20160110140450/http://www.dobri.in.ua/)
Мета: Залучення дітей і молоді до благодійної діяльності, виховання у них розуміння та культури благодійності
- Конкурс благодійних проєктів «Добро починається з тебе»

- Видавничі проєкти
- Підготовка методичних рекомендацій щодо створення та реалізації благодійних проєктів для подальшого впровадження у навчальний процес

### Соціальні програми
Мета: Підтримка регіональних закладів, установ та яскравих особистостей. Ознайомлення з найкращим іноземним досвідом у соціальній сфері, презентація досягнень України за кордоном. Розвиток і популяризація благодійництва
- Програма «Україна: крок за кроком»
- Програма «Україна у світі»

### Програма «Розвиток благодійності»
Мета: Популяризація та розвиток благодійництва в Україні, підсилення ролі благодійників в суспільстві, активізація громади на пошуки шляхів вирішення таких проблем.
- Національний конкурс «Благодійна Україна» (з 2012 року)
- Національний конкурс «Благодійник року» (проводився протягом 2007—2011 рр.)
- ВБО «Асоціація благодійників України»

## Журнал
- Журнал «Музейний простір» (http://prostir.museum/ua/journal [Архівовано 17 квітня 2013 у Wayback Machine.])

Науково-популярний журнал «Музейний простір» — це якісне повноколірне ілюстроване видання про музеї та культурну спадщину, що містить інформаційні та аналітичні матеріали з музейної теорії та практики, інтерв'ю фахівців, відомості про різноманітні музейні проєкти тощо.
Журнал видається Українським центром розвитку музейної справи.
Кожне число часопису супроводжується компакт-диском із мультимедійними пізнавальними матеріалами. Також, читачі знайдуть в журналі акційні купони від музейних закладів України та інші приємні бонуси.
«Музейний простір» — незалежне видання для музейних фахівців та всіх, хто цікавиться проблемами й здобутками музейної галузі України.
Передплатний індекс журналу 89868.